# Pawliwka (Swerdlowsk)
Pawliwka (ukrainisch Павлівка; russisch Павловка/Pawlowka) ist eine Siedlung städtischen Typs im Süden der ukrainischen Oblast Luhansk mit etwa 1000 Einwohnern.
Der Ort gehört administrativ zur Stadtgemeinde der 9 Kilometer südöstlich liegenden Stadt Swerdlowsk und gehört hier zur Siedlungsratsgemeinde von Wolodarsk, die Oblasthauptstadt Luhansk befindet sich 49 Kilometer nördlich des Ortes, durch den Ort fließt der Fluss Welyka Medwescha (Велика Медвежа).
Pawliwka wurde 1905 gegründet und 1938 zu einer Siedlung städtischen Typ erhoben, seit Sommer 2014 ist der Ort im Verlauf des Ukrainekrieges durch Separatisten der Volksrepublik Lugansk besetzt.